# Symmachia hippea
Symmachia hippea is een vlindersoort uit de familie van de prachtvlinders (Riodinidae), onderfamilie Riodininae.
Symmachia hippea werd in 1853 beschreven door Herrich-Schäffer.